# 鳴沢真也
鳴沢 真也（なるさわ しんや、1965年4月15日 - ）は、日本の天文学者。兵庫県立大学自然・環境科学研究所専任講師。専門は天体物理学。近接連星系を構成する脈動変光星の化学組成の研究で博士（理学）。日本におけるSETI研究の第一人者でもあり、全国同時SETI観測および世界合同SETI観測の各プロジェクト・リーダーを務めた。

## 来歴・人物
長野県東御市（旧北御牧村）に生まれ、1991年福島大学教育学部を卒業、1993年同大学院教育学研究科を修了。教育学修士。中村泰久に師事した。後に学芸員を取得。広島大学から博士（理学）を取得。
宮城県石巻女子高校、同飯野川高校十三浜校において教諭を務める。
小惑星 (26828) Narusawaは、鳴沢の業績を記念して命名された。

### 西はりま天文台勤務
1995年より兵庫県立西はりま天文台勤務。主に食連星の測光ならびに分光観測を行なう。
2005年より日本で初めてのOSETI（光学的地球外知的生命体探査）を行う。
2007年11月3、4日に西はりま天文台で、国内では最大規模のSETI研究会を主催する。
2009年には全国同時SETIキャンペーン観測「さざんか計画」のプロジェクトリーダーを務めた。
2010年にはオズマ計画50周年記念「ドロシー計画」のプロジェクト・マネージャーとして、世界15カ国の研究機関による共同SETI観測を実現した。
2012年3月まで天文研究係長兼主任研究員。2012年4月より兵庫県立大学自然環境科学研究所天文科学センター天文科学専門員。
2013年、地球外知的生命体発見時におけるプロトコルの改定案を国際宇宙会議で提唱。
2018年、世界で初めて光SETIにおける魔法波長を提唱。

### 自然・環境科学研究所勤務
2023年より、現職。
2023年8月　JAXA臼田宇宙空間観測所にて、アルタイルMETI（アルタイルへのメッセージ）40周年記念SETI観察を実施。

## 著書

### 単著
- 『137億光年のヒトミ』草炎社、2006年、ISBN 978-4882643012 - 学校図書館協議会選定図書の他、各種優良図書、読書感想文指定図書等に選定されている。
- 『望遠鏡でさがす宇宙人』旬報社、2009年、ISBN 978-4845111077 - 世界天文年2009日本委員会公認書籍。2009年度の全国読書感想画中央コンクールにおいて中学校・高等学校の部において指定図書に選ばれた。
- 『宇宙から来た72秒のシグナル』KKベストセラーズ、2009年、ISBN 978-4584132104
- 『ぼくが宇宙人をさがす理由』旬報社、2012年、ISBN 9784845112784 - 第59回青少年読書感想文全国コンクール中学生の部の課題図書
- 『宇宙人の探し方　地球外知的生命探査の科学とロマン』幻冬舎新書、2013年、ISBN 978-4-344-98328-1
- 『へんな星たち　天体物理学が挑んだ10の恒星（ブルーバックス）』講談社、2016年、ISBN 978-4062579711
- 『天文学者が、宇宙人を本気で探してます！　地球外知的生命探索〈SETI〉の最前線』洋泉社、2018年、ISBN 978-4800313713- 全国学校図書館協議会、2019年の「夏休みの本（緑陰図書）」に選定された。
- 『連星からみた宇宙−超新星からブラックホール、重力波まで−』講談社ブルーバックス、2020年、ISBN 978-4065213544

### 共著
- 『西はりま天文台発・星空散歩』神戸新聞総合出版センター、1999年、ISBN 978-4343000057
- 『理科年表』 - 「明るい食連星の推算極小」を計算・執筆。
- 『宇宙エレベーターの本　実現したら未来はこうなる』アスペクト、2014年
- 『科学者18人にお尋ねします。宇宙には、だれかいますか？』河出書房新社、2017年
- 『生命起源の辞典』朝倉書店、2024年
- 『シリーズ　現代の天文学　18 アストロバイオロジー』日本評論社、2024年

## マスメディア
- 高校講座・理科総合（NHK教育　2006年6月7日）
- 学校へ行こう！MAX(TBS　2007年6月19日）
- おもいっきりテレビ（日本テレビ 2007年9月26日）
- 高校講座・地学（NHK教育　2009年6月25日）
- 夢の扉（TBS　2009年12月27日）
- サイエンス・ゼロ（NHK Eテレ　2010年1月9日）
- あさイチ（NHK総合　2014年8月25日）
- クローズアップ現代+（NHK総合　2017年1月24日）
- 目撃！にっぽん（NHK総合 2017年11月18日）
- コズミックフロント☆NEXT（NHK BS　2019年1月17日）
- NHKワールド JAPAN（2019年9月）
- 世界の何だコレ!?ミステリー（フジテレビ　2020年11月18日より多数）
- そこまで言って委員会（読売テレビ　2021年3月7日他）
- 有吉のお金発見 突撃!カネオくん（NHK総合　2022年4月16日）